# Francisco Lemaur
Francisco Lemaur de la Muraire (Madrid, 1769 - La Habana, Cuba, 1857) fue un militar español, último jefe político superior de la Nueva España.

## Biografía
Hijo de Carlos de Lemaur y Burriel, de origen francés, director general del Real Cuerpo de Ingenieros Militares de España, brigadier de los Reales Ejércitos, y de doña Juana de la Muraire y Colart, cuya familia se estableció en La Habana. Francisco Lemaur casó en la Catedral de La Habana con Juana de Franchi Alfaro y tuvieron por hijos a Manuela Felicia y a Francisco de Lemaur y Franchi Alfaro. Francisco Lemaur murió en La Habana, Cuba, en 1857. Recibió la Gran Cruz de la Orden de San Fernando.
Subinspector del Real Cuerpo de Ingenieros, gobernador político y militar de la provincia de las Cuatro Villas (Provincia de las Villas, Cuba). Brigadier de los reales ejércitos es nombrado Gobernador de la plaza de Veracruz y comandante de la fortaleza de San Juan de Ulúa. Arribó a Nueva España con Juan O'Donojú, Jefe Político Superior, que por su conducta es relevado del nombramiento del mando superior en nota reservada de diciembre de 1821 en favor del Mariscal Juan Moscoso, que estaba destinado en Cuba y declinó el cargo, recayendo por último en Lemaur. En 1822 Francisco Lemaur durante el gobierno del Trienio Liberal español es nombrado interinamente por el monarca Capitán General y Jefe Político Superior de Nueva España, alcanzando el grado de Mariscal de Campo. 
Sin embargo el 1 de octubre de 1823 el rey Fernando VII tras la Restauración absolutista declara nulos todos los actos de gobierno y normas dispuestas en el Trienio Liberal. Francisco Lemaur y buena parte de la guarnición española de la Fortaleza de San Juan de Ulúa son baja por enfermedad durante su asedio, y el 28 de enero de 1825 Lemaur fue sustituido en el mando de la fortaleza de San Juan de Ulúa por José Coppinger que acude con el último relevo.